# Glaphyropoma rodriguesi
Glaphyropoma rodriguesi är en fiskart som beskrevs av De Pinna 1992. Glaphyropoma rodriguesi ingår i släktet Glaphyropoma och familjen Trichomycteridae. Inga underarter finns listade i Catalogue of Life.